# 李文会
李文会（1100年—1165年），字端友，福建惠安小岞镇后内村人。
建炎二年（1128年），李文会中进士。绍兴十二年(1142年)，任监察御史。绍兴十三年(1143年)，先后任殿中侍御史、御史中丞。绍兴十四年（1144年）五月，任端明殿学士，兼枢密院事。
同年十二月，因得罪秦桧谪官筠州，后改江州時潛心研究佛學 ，有系統的對《金剛經》進行了註解 ，並撰寫出《三教通論》。绍兴二十七年（1157年）七月，李文会案平反，任龙图阁学士、四川安抚制置使。绍兴二十八年（1158年）九月，迁泸州荆潭二帅。后又改任成都府知府。
隆兴（1163年－1164年）初，李文会返乡。